# جمعة (الشعر)

تعديل مصدري - تعديل

جمعة هي إحدى قرى عزلة العبس بمديرية الشعر التابعة لمحافظة إب، بلغ تعداد سكانها 264 نسمة حسب تعداد اليمن لعام 2004.